# Фатхі Бурнаш
Фатхі Бурнаш (тат. Фәтхи Бурнаш; справжні ім'я та прізвище — Фатхеліслам Закірович Бурнашов (тат. Фәтхелислам Закир улы Бурнашев; нар. 1 (13) січня 1898, с. Польові Бикшики, — пом. 1 серпня 1942, Куйбишев) — татарський радянський драматург, поет і прозаїк, публіцист, перекладач, театральний діяч.

## Життєпис
Фатхі Бурнаш навчався в медресе в Казані. У 1919 році вступив до лав РКП (б). Як письменник і громадський діяч розкрився після Жовтневого перевороту. Був організатором і редактором низки татарських газет і журналів, включаючи часопис «Чаян» (Скорпіон).
Ф. Бурнаш був обраний до Татарський центрального виконавчого комітету (ЦВК). В 1927—1928 роках був директором Театру імені Камала (нині Татарський академічний театр імені Галіаскара Камала, Казань). Виступав у пресі з питань театрального мистецтва.
Заарештований 24 серпня 1940 року («не боровся з а/з ідеологією в Татвидаві, зв'язок з султангалєївщиною, учасник контрреволюційної організації»). Засуджений Верховним судом Татарської АРСР 24 січня 1941 року за ст. 58-2, 58-10 ч. 1, 58-11. Вирок: 10 років позбавлення волі, обмеження в правах на 5 років, конфіскація майна. Засуджений повторно Особливою нарадою при НКВС СРСР 15 червня 1942 року, розстріляний 1 серпня 1942 року в Куйбишеві. Реабілітований у 1957 році.
В офіційних виданнях до 1988 року як дати смерті вказувався 1946 рік.

## Творчість
Фатхі Бурнаш — автор драматичних і ліричних творів, які збагатили татарську художню літературу і театр.
Літературну діяльність почав у 1914 році. Написав понад 20 п'єс. З його ранніх творів популярність здобули романтична трагедія «Таһир і Зөһрә» (окреме видання 1920 року) і драма «Яшь йөрәкләр» (Молоді серця) (окреме видання 1920).
У своїй творчості автор відобразив епоху кріпосного права, імперіалістичну і громадянську війни, показав будівництво соціалістичного держави. П'єси Фатхі Бурнаша ставилися в татарських театрах Казані, Астрахані, в башкирських театрах. До цих пір зберігаються в репертуарі театрів Татарстану.
Найкращими його драматичними творами є:
- «Хусаин Мірза» (постановка 1922 року)
- «Камал Карт» (Старий Камал) (постановка 1925),
- «Ташландыклар» (Викинуті),
- «Адашкан-Киз» (Загублена дівчина) (1928),
- «Тітка Хатиря» (1929),
- «Ткаля Асма» (1932),
- «Лачыннар» (Соколи) (героїчна драма, 1934)
- «Одноосібник Ярулла» (1940) тощо.

У поетичній творчості Ф. Бурнаш — послідовник школи Тукая, далеко випередив свого вчителя. Як поет Фатхі Бурнаш — романтик. Як автор книги «буття» не має собі рівних у сучасній татарській літературі. Він автор кількох збірок віршів.
Йому належать перші переклади татарською роману у віршах Олександра Пушкіна «Євгеній Онєгін», романів «Як гартувалася сталь» Миколи Островського, «Мати» Максима Горького, «Батьки і діти» Івана Тургенєва, повісті «Хаджі Мурат» Лева Толстого тощо.